# Phungia camerunensis
Phungia camerunensis es una especie de coleóptero de la familia Mordellidae.

## Distribución geográfica
Habita en Camerún.